# ハンス・シュトリッペル
ハンス・シュトリッペル(ドイツ語: Hans Strippel、1912年12月1日 - 1983年11月26日)は、ドイツの軍人。最終階級は陸軍少尉。第二次世界大戦ではドイツ陸軍第1装甲連隊第2小隊や第4小隊の小隊指揮官として活躍し、大戦を通して70輌以上の戦車を撃破した。その戦功から柏葉付騎士鉄十字章を受章している。

## 叙勲
- 鉄十字章
  - 二級鉄十字勲章1939年章 (1939年9月24日)[1]
  - 一級鉄十字勲章1939年章 (1941年7月21日)[1]
- 戦傷章
  - 戦傷章黒章 (1941年8月19日)
  - 戦傷章銀章 (1944年1月22日)
- 1941年/1942年東部戦線冬季戦記章 (1942年8月1日)
- 戦車突撃章
  - 戦車突撃章銀章 (1941年7月5日)
  - 戦車突撃章25回 (1944年1月8日)
  - 戦車突撃章50回 (1944年7月30日)
- ドイツ十字章
  - ドイツ十字章金章 (1941年12月24日)[2]
- 騎士鉄十字章
  - 騎士鉄十字章 (1943年1月22日)[3]
  - 柏葉付騎士鉄十字章 (1944年6月4日)[4]